# (1072) Malva
(1072) Malva es un asteroide perteneciente al cinturón de asteroides descubierto por Karl Wilhelm Reinmuth el 4 de octubre de 1926 desde el observatorio de Heidelberg-Königstuhl, Alemania.

## Designación y nombre
Malva recibió inicialmente la designación de 1926 TA.
Más adelante se nombró por las malvas, una planta de la familia de las malváceas.

## Características orbitales
Malva orbita a una distancia media de 3,163 ua del Sol, pudiendo alejarse hasta 3,929 ua y acercarse hasta 2,398 ua. Tiene una inclinación orbital de 8,025° y una excentricidad de 0,242. Emplea 2055 días en completar una órbita alrededor del Sol.